# Dressy Bessy
Dressy Bessy est un groupe de rock indépendant américain, originaire de Denver, dans le Colorado. Il est formé en 1996 et associé au collectif Elephant Six.

## Biographie
En 1996, la chanteuse et guitariste Tammy Ealom forme Dressy Bessy en compagnie du batteur Darren Albert et du guitariste devenu bassiste Rob Greene. Le nom du groupe s'inspire de la célèbre poupée Playskool des années 1970. Le guitariste John Hill, qui joue également avec The Apples in Stereo, rejoint le groupe lors des premiers enregistrements. Ils sortent deux singles et un maxi en 1997-1998, et quelques chansons pour des compilations.
Le premier album de Dressy Bessy, intitulé Pink Hearts, Yellow Moons, sort en 1999. Ils sortent ensuite l'EP California (2000), Sound Go Round (2002), et l'album Dressy Bessy (2003)  qui comprend des morceaux de guitare plus agressifs. L'année 2003 les voit aussi paraitre sur la compilation Little Music: Singles 1997-2002. Ces albums sont originellement publiés au label Kindercore Records, basé à Athens, en Géorgie. Leurs chansons If You Should Try to Kiss Her et Just Like Henry sont intégrées dans le film indépendant But I'm a Cheerleader.
À la fin 2004, le batteur Darren Albert quitte le groupe, et est remplacé en 2005 par Craig Gilbert. Plus tard dans l'année, le groupe signe avec Transdreamer Records et enregistre un quatrième album studio, Electrified, qui est publié en juin 2005. Le groupe publie l'album HOLLERandSTOMP le 16 septembre 2008. En 2016, ils publient l'album Kingsized, au label Yep Roc Records.

## Membres
- Tammy Ealom - guitare, chant (depuis 1996)
- Rob Greene - basse (depuis 1996)
- John Hill - guitare (depuis 1996)
- Darren Albert - batterie (1996-2004)
- Craig Gilbert - batterie (depuis 2005)

## Discographie

### Albums studio
- 1999 : Pink Hearts Yellow Moons (Kindercore)
- 2002 : SoundGoRound (Kindercore)
- 2003 : Little Music (Kindercore)
- 2003 : Dressy Bessy (Kindercore)
- 2005 : Electrified (Transdreamer Records)
- 2008 : HOLLERandSTOMP (Transdreamer Records)
- 2016 : Kingsized (Yep Roc Records)

### EP et singles
- 1997 : Ultra Vivid Color (Little Dipper)
- 1998 : You Stand Here (Drug Race)
- 1999 : Sunny (100 Guitar Mania)
- 2000 : California EP (Kindercore)
- 2002 : Split w/ Saloon (Track and Field Organisation)

### Apparitions
- 1997 : Just Like Henry et If You Should Try To Kiss Her sur But I'm a Cheerleader (BOF)
- 1998 : Makeup sur Pure Spun Sugar (CandyFloss, 1998)
- 1999 : Extra-Ordinary sur A Bunch of Beatniks Riding a Rocket (Red Carpet Ring)
- 1999 : Lookaround sur Beikoku-Ongaku vol. 13 (Beikoku-Ongaku)
- 1999 : Just Like Henry sur Counterattack Of U.S. Indie (Contact)
- 1999 : All The Right Reasons sur Christmas Two (Kindercore)
- 2000 : Bubbles sur The Powerpuff Girls: Heroes And Villains (Rhino)
- 2000 : Gloria Days sur Songs For A Crimssur Eggtree (Earworm)
- 2000 : Instead sur Kindercore Fifty (Kindercore)
- 2001 : Some Better Days sur The Winter Report (Hype City)
- 2001 : Extra-Ordinary (re-mix) sur Space Program (Philter)
- 2004 : The Things That You Say That You Do sur Dive Right Inn: The Only Spring Break CD You'll Need (American Eagle Outfitters)